# ... I Lose Myself
«... Me Pierdo a mi Mismo» —título original en inglés: «... I Lose Myself»— es el décimo sexto episodio y último episodio de la cuarta temporada de la serie de televisión posapocalíptica, horror Fear the Walking Dead. Se estrenó el 30 de septiembre de 2018. Estuvo dirigido por Mike Satrazemis y en el guion estuvo a cargo de Andrew Chambliss y Ian Goldberg.

## Trama
Althea logra escapar del hospital, pero Martha y un Jim zombificado son noqueados. Martha la usa para entregar un mensaje de video al grupo en el que promete fortalecer a Morgan. Mientras el resto del grupo se retira a la parada de camiones antes de dirigirse a Alexandria, Morgan se propone buscar a Martha y ayudarla a superar sus problemas para ayudar a las personas. La encuentra en la tumba de su marido junto con el Infectado Jim a quien Morgan tristemente acaba con su zombificación. Morgan planea llevar a Martha con él a la parada de camiones, pero ella hace que estrelle su auto después de que recibe una llamada de socorro de los demás, quienes han sido envenenados con anticongelante en las botellas de agua. Después de casi volver a su antiguo yo y matarla, Morgan se pone a pie para llegar al alcance de la parada de camiones para que los demás sepan por qué han sido envenenados. Con Martha muriendo de pérdida de sangre y una infección rabiosa de su herida de bala no tratada anterior, Morgan la esposa a la puerta de un automóvil para que no pueda dañar a nadie cuando se dé la vuelta. Mientras su camión lleno de etanol, el antídoto, se desperdicia debido a los agujeros de bala, Morgan llega a tiempo con un suministro de cerveza de Jim para salvar a todos. Luego regresa con Martha y descubre que ella muere y se reanima como caminante, por lo que este acaba con su miseria. El grupo decide no ir a Alexandría y continuar con el trabajo de Oso Polar. Operando en una fábrica de mezclilla, se propusieron crear una red para ayudar a las personas perdidas y convertir la fábrica en algo, imitando los planes de Madison para el estadio.

## Recepción
El episodio recibió críticas mixtas. Den of Geek calificó "... I Lose Myself" 1.5 de 5 estrellas. Dino-Ray Ramos de Deadline Hollywood llamó al episodio "un final esperanzador para una temporada difícil". De manera similar, Erik Kain de Forbes dijo que el episodio fue "mediocre terminando en una mala temporada". Matt Fowler de IGN le dio al episodio una calificación de 6.4 sobre 10. En Rotten Tomatoes, "...I Lose Myself" obtuvo una calificación del 67% con una puntuación promedio de 4.7/10 basada en 9 reseñas.

### Calificaciones
El episodio fue visto por 2,13 millones de espectadores en los Estados Unidos en su fecha de emisión original, por encima de las calificaciones del episodio anterior de 2,03 millones de espectadores.